# Marcel Lequatre
Marcel Lequatre (Yverdon-les-Bains, 29 settembre 1882 – Ginevra, 14 novembre 1960) è stato un ciclista su strada e pistard svizzero.

## Carriera
Marcel Lequatre è stato un ciclista professionista nel periodo 1902-1922. Nel 1904 vinse il titolo nazionale svizzero di corse su strada e nel 1906 e 1907 fu campione nazionale svizzero di corse automobilistiche; nel 1915 fu anche vicecampione nazionale di velocità su pista alle spalle di Henri Rheinwald. Detiene il record di vittorie in alcune antiche classiche svizzere: Romanshorn-Genève tre volte e Berna-Ginevra quattro volte. Nel 1906 vinse anche il Tour du Lac Léman, una delle più antiche classiche di ciclismo al mondo, e nel 1908 si classificò sesto alla Milano-Sanremo.
Lequatre partecipò al Tour de France tre volte: nel 1903 nel primo Tour, e poi nel 1907 e nel 1908. Ogni volta, però, abbandonò la corsa dopo poche tappe.

## Palmarès
- 1902

Romanshorn-Ginevra
- 1904

Romanshorn-Ginevra
- 1906

Tour du Lac Léman
- 1908

Romanshorn-Ginevra
Berna-Ginevra
- 1909

Tour du Lac Léman
Berna-Ginevra
- 1910

Berna-Ginevra
- 1918

Berna-Ginevra